# Ernst Alex
Ernst Alex (1. marts 1915 – 25. oktober 1965) var en højt dekoreret premierløjtnant (Oberleutnant) i Wehrmacht under 2. verdenskrig. Han modtog Jernkorsets Ridderkors.

## Udmærkelser
- Sudetenlandmedaljen
- Jernkorset (1939)
  - 2. klasse
  - 1. klasse
- Såretmærket (1939)
  - i sort
  - i sølv
  - i guld
- Allgemeines Sturmabzeichen
- Jernkorsets Ridderkors
  - Den 1. august 1941 som Oberwachtmeister og Zugführer 1. / Sturmgeschütz-Abteilung 243 [1]

## Fodnoter
1. ↑  Fellgiebel 2000, p. 98.